# Базельландский диалект
Базельландский диалект (нем. Baselbieterdeutsch) — диалект немецкого языка, распространённый в швейцарском сельском полукантоне Базельланд. Принадлежит к западной группе верхнеалеманнских диалектов наряду с бернским, золотурнским и фриктальским диалектами.